# مادمولن
مادمولن (به آلمانی: Mademühlen) یک منطقهٔ مسکونی در آلمان است که در هسن واقع شده‌است. مادمولن ۸٫۵۸ کیلومتر مربع مساحت دارد ۵۹۶ متر بالاتر از سطح دریا واقع شده‌است.